# Icterus prosthemelas
Icterus prosthemelas (лат.) — вид воробьиных птиц из семейства трупиаловых. Выделяют два подвида.

## Распространение
Обитают в восточной половине континентальной Центральной Америки.

## Описание
Длина тела 18,5—21 см. Самцы весят в среднем 32,5 г, а самки 27,5 г. У самцов номинативного подвида чёрные голова, грудь, верхняя часть крыльев и спина, гузка и верх надхвостья желтые.

## Биология
Вероятно, моногамны. По-видимому, не совершают миграций. Питаются насекомыми и другими членистоногими, фруктами (Cecropia, Ehretia tinifolia и Talisia) и нектаром.

## Охранный статус
МСОП присвоил виду охранный статус LC.